# Bring Him Home
Bring Him Home (Riportalo a casa) è un arioso del musical Les Misérables, composto da Claude-Michel Schönberg, col testo inglese di Herbert Kretzmer, basata sul testo francese di Alain Boublil.
La canzone non era presente nella versione originale francese del 1980, ma fu inserita nel revival parigino dell'anno successivo, con il titolo di “Comme un homme” (Come un uomo).
La canzone è il più famoso soliloquio di Jean Valjean, ed è situata nel cuore del secondo atto.
Jean Valjean prega ardentemente Dio di mandare a casa il giovane Marius Pontmercy da Cosette, salvandolo dai pericoli delle barricate e della rivolta.
Il brano viene considerato come uno dei più complessi del mondo del musical, avendo infatti un'impostazione molto lirica simile a quella di un'aria per tenore.
Tra gli interpreti più celebri ci sono Colm Wilkinson,  John Owen-Jones, John Cudia, David Shannon, Rob Guest, Anthony Warlow, Hugh Panaro, Michael Crawford, Matthew Morrison, Michael Maguire, Ramin Karimloo, Alexander Gemignani, Simon Bowman, Kristin Chenoweth, Nick Jonas, Ramin Karimloo, Elaine Paige, Alfie Boe, Lea Michele, Chris Colfer e Norm Lewis.